# 田村直之
田村 直之（たむら なおゆき、1989年3月10日 - ）は、元NHKのアナウンサー。ソニーグループ株式会社社員。

## 人物
東京都出身。早稲田大学を卒業後、2011年4月NHKに入局。
2021年10月12日で退局。翌日ソニーグループ株式会社に転職。

## 嗜好・挿話
- 主に地域報道と歌番組で活躍していた。
- 2018年3月の人事異動と同時に東京アナウンス室へ異動し[3]、『あさイチ』のリポーターを担当した。
- 2020年4月からNHKを退職した2021年10月まで、『新・BS日本のうた』の司会を務めていた。
- 2019年の『第70回NHK紅白歌合戦』と2020年の『第71回NHK紅白歌合戦』のラジオ実況を務めた。

## 過去の担当番組
鳥取放送局時代（2011年度 - 2015年度）
- 土曜スタジオパーク（2011年5月21日） - 新人お披露目
- 鳥取県のニュース・中継・リポート
- いちおしNEWSとっとり（メインキャスター）
- とっとりニュース845
- とっとりニュース645

広島放送局時代（2016年度 - 2017年度）
- 広島県・中国地方のニュース
- ひろしまコイらじ
- おはようひろしま（キャスター）（中山果奈、厚井大樹、深川仁志と1週間ごとのローテーション）（2016年4月 - 2018年3月）
- ひろしまニュース845（不定期）
- ひろしまニュース645（不定期）
- お好みワイドひろしま（不定期、黒田信哉のキャスター代行）
- ひるブラ「愛犬と出会える！？山里の楽園～広島・神石高原町～」（2017年2月15日）
- ひるブラ「レトロ電車の宝箱　路面電車整備場～広島市～」（2017年7月18日）
- ニュースウオッチ9（フィールドリポーター）（伊藤海彦夏期休暇に伴う代理フィールドリポーター）（2017年8月14日～8月25日）[1]
- "この世界の片隅に"コトリンゴの映画音楽-完全版-（2017年8月17日） - （語り）

東京アナウンス室（2018年度 - 2021年10月12日）　
- あさイチ リポーター（2018年4月13日 - 2020年3月24日）
- 2018年7月の平成30年7月豪雨では広島放送局に応援で派遣され、災害情報を中心にローカルニュースを担当した。
- ゆく時代くる時代〜平成最後の日スペシャル〜「ついに“時代越し”!」（2019年4月30日）
- あさイチ（近江友里恵の代理司会）（2019年8月20日、2020年3月24日）
- NHK紅白歌合戦（2019年12月31日・第70回、2020年12月31日・第71回ラジオ中継進行）
- BSコンシェルジュ（司会：2020年3月30日 - 2021年10月12日）
- 新・BS日本のうた（司会：2020年4月5日 - 2021年10月10日）

## NHK時代の同期アナウンサー
- 雨宮萌果（退職→グレープカンパニー）
- 神戸和貴
- 漆原輝
- 高山大吾
- 森田哲意
- 金子峻
- 今井翔馬
- 山口寛明
- 和久田麻由子